# Farsa z Ávila

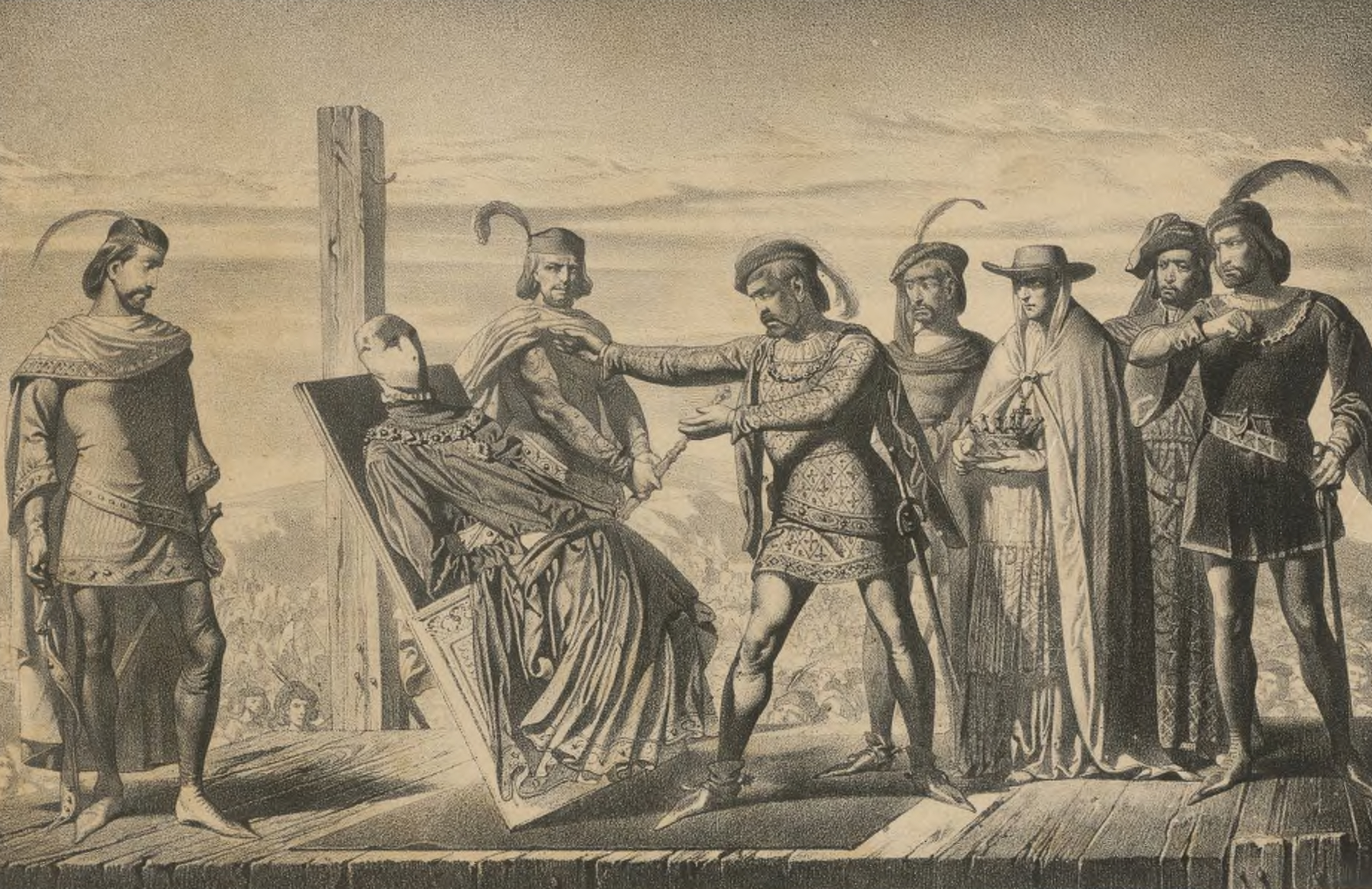
Farsa z Ávili

Farsa z Ávili – wydarzenie z 5 czerwca 1465  w hiszpańskim miasteczku Ávila, podczas którego grupa możnych z Juanem Pacheco, jego młodszym bratem Pedro Girónem, oraz ich wujem, arcybiskupem Toledo Alonso Carrillo symbolicznie zdetronizowało króla Kastylii Henryka IV oraz ogłosiło nowym królem jego młodszego brata, Alfonsa.

## Powody oskarżenia
Główne zarzuty możnych wobec króla to homoseksualizm, sympatia dla muzułmanów, zbyt układny charakter, oraz najważniejsze, że nie był prawdziwym ojcem księżniczki Joanny. O ojcostwo posądzano Beltrána de la Cueva, królewskiego doradcę.

## Konsekwencje
Kraj został podzielony, część wciąż popierała Henryka IV oraz jego córkę jako spadkobierczynię tronu. Wkrótce po śmierci małoletniego Alfonso pretensje do tronu zgłaszały Joanna, córka Enrique, oraz Izabela, jego siostra. Początkowo król zgodził się, aby tron po nim objęła jego przyrodnia siostra, jednak pod warunkiem, iż nie wyjdzie za mąż bez jego zgody. Izabela poślubiła jednak Ferdynanda, króla Aragonii, który przyszedł jej z pomocą i pomógł wygrać wojnę o sukcesję.